# Pavle Ivić
Pavle Ivić, född 1 december 1924, död 19 december 1999, var en serbisk filolog, översättare och lingvist.